# Droga wojewódzka 174
Die Droga wojewódzka 174 (DW 174) ist eine Woiwodschaftsstraße in Polen. Sie verläuft in West-Ost-Richtung und verbindet die Powiats Strzelce Krajeńskie-Drezdenko (Kreis Friedeberg (Neumark)-Driesen) und Czarnków-Trzcianka (Kreis Czarnikau-Schönlanke) und damit die beiden Woiwodschaften Lebus und Großpolen. Auf einer Länge von 53 Kilometern verläuft sie entlang des Nordufers der Noteć (Netze) und stellt eine parallele Verbindung der Städte Drezdenko (Driesen) und Czarnków (Czarnikau) zur DW 181 entlang des Südufers dar.

## Streckenverlauf der DW 174
Woiwodschaft Lebus:
Powiat Strzelecko-Drezdenecki (Kreis Friedberg (Neumark)-Driesen):
- Drezdenko (Driesen) (→ DW 158: Gorzów Wielkopolski (Landsberg a.d. Warthe)–Lipki Wielkie (Lipke)–Drezdenko, DW 160: Suchań (Zachan)–Choszczno (Arnswalde)–Dobiegniew (Woldenberg) ↔ Międzychód (Birnbaum)–Miedzichowo (Kupferhammer), DW 164: Podlesiec (Waldowhof) → Drezdenko, und DW 181: Drezdenko → Drawsko (Dratzig)–Wieleń (Filehne) – Czarnków (Czarnikau))

X Staatsbahn (PKP)-Linie 430 Stare Bielice (Alt Beelitz)–Skwierzyna (Schwerin a.d. Warthe) X
- Kosin (Neu Dessau)

~ Noteć (Netze) ~
- Stare Bielice (Alt Beelitz)

X PKP-Linie 203 Kostrzyn nad Odrą (Küstrin)–Tczew (Dirschau) X
Woiwodschaft Großpolen:
Powiat Czarnkowsko-Trzcianecki (Kreis Czarnikau-Schönlanke):
- Nowe Bielice (Neu Beelitz) (→ DW 170: Przeborowo (Friedrichshof) → Nowe Bielice)

X PKP-Linie 203 (wie oben) X
- Krzyż Wielkopolski (Kreuz (Ostbahn))

X PKP-Linien 203 (wie oben) und 351 Stettin–Posen X
- Huta Szklana (Glashütte) (→ DW 123: Huta Szklana → Przesieki (Wiesental))

X PKP-Linie 203 (wie oben) X
- Herburtowo (Ehrbardorf)
- Marianowo (Mariendorf)
- Wieleń (Filehne) (→ DW 135: Wieleń → Nowe Kwiejce (Neusorge), DW 177: Czaplinek (Tempelburg)–Mirosławiec (Märkisch Friedland)–Człopa (Schloppe) → Wieleń, und DW 181: Drezdenko (Driesen)–Drawsko (Dratzig) ↔ Czarnków-Kuźnica Czarnkówska (Czarnikau-Hammer))
- Folsztyn (Follstein)
- Nowy Dwory (Neuhöfen)
- Jędrzejewo (Putzig) (→ DW 309: Przyłęki (Ivenbusch) → Jędrzejewo)
- Gajewo (Putzighauland) (→ DW 153: Siedlisko (Stieglitz) ↔ Ciszkowo (Cischkowo)–Lubasz (Lubasch))
- Kuźnica Czarnkówska (Hammer) bei Czarnków (Czarnikau) (→ DW 178: Wałcz (Deutsch Krone)–Trzcianka (Schönlanke) ↔ Połajewo (Güldenau)–Oborniki (Obornik))